# ОШ „Стеван Филиповић” ИО Ваљевска Лозница
ОШ „Стеван Филиповић” ИО Ваљевска Лозница је издвојено одељење матичне школе у Дивцима. Основана је 1919. године, а од 1987. године ради у новосаграђеном објекату.
Школа у Лозници је од матичне школе је удаљена око 2 км, а обухвата децу са подручја села Лознице, Веселиновца и дела Словца. Школски објекат испуњава стандарде за обављање образовно – васпитног рада, има три учионице, наставничку канцеларију, кухињу и мокри чвор. Око школске зграде је велико травнато двориште у оквиру којег се налази извор воде, који је стар преко сто година. У школи је организована и предшколска група са петоро деце, а реализатор програма је Установа за бригу о деци „Милица Ножица“ из Ваљева.